# Opiolastes hei
Opiolastes hei är en stekelart som beskrevs av Van Achterberg och Chen 2004. Opiolastes hei ingår i släktet Opiolastes och familjen bracksteklar. Inga underarter finns listade i Catalogue of Life.